# Alessandro Giusti
Alessandro Giusti (Bièvres, 10 september 2006) is een Frans autocoureur. In 2022 won hij de titel in het Frans Formule 4-kampioenschap. Sinds 2024 maakt hij deel uit van de Williams Driver Academy, het opleidingsprogramma van het Formule 1-team van Williams.

## Carrière

### Formule 4
Giusti maakte in 2021 zijn debuut in het formuleracing in het Frans Formule 4-kampioenschap. Hij behaalde twee overwinningen op de Hungaroring en het Circuit de Nevers Magny-Cours. Daarnaast stond hij nog vier keer op het podium. Met 147 punten werd hij zesde in de eindstand. Tevens kwam hij in aanmerking voor het juniorkampioenschap, waar hij de titel behaalde.
In 2022 bleef Giusti actief in de Franse Formule 4. Hij behaalde twee overwinningen op het Circuit de Lédenon en het Circuit Paul Ricard. Hij kreeg echter de punten voor nog drie overwinningen - een op het Circuit de Spa-Francorchamps en twee op het Circuit Ricardo Tormo Valencia - omdat hij tweede werd en zijn titelrivaal Hugh Barter, die de races won, tijdens deze weekenden niet in aanmerking voor punten kwam. In de rest van het seizoen stond hij nog zeven keer op het podium. Mede hierdoor werd hij met 300 punten gekroond tot kampioen in de klasse.

### Formule Regional
In 2023 maakte Giusti zijn Formule Regional-debuut in het Formula Regional European Championship (FREC) bij het team G4 Racing. In wat tot dan toe een achterhoedeteam was, behaalde hij drie zeges op Paul Ricard, de Red Bull Ring en het Autodromo Nazionale Monza. Ook stond hij op de Red Bull Ring nogmaals op het podium. Met 111 punten werd hij zesde in het eindklassement.
In 2024 stapte Giusti binnen het FREC over naar het team ART Grand Prix. Tevens werd hij opgenomen in de Williams Driver Academy, het opleidingsprogramma van het Formule 1-team van Williams. Hij won twee races op Paul Ricard en het Autodromo Internazionale Enzo e Dino Ferrari. Daarnaast stond hij nog vijf keer op het podium: tweemaal op het Circuit Zandvoort en eenmaal op zowel de Red Bull Ring, het Circuit de Barcelona-Catalunya en Monza. Met 195 punten werd hij achter Rafael Câmara, James Wharton en Tuukka Taponen vierde in de eindstand.

### Formule 3
In 2025 debuteert Giusti in het FIA Formule 3-kampioenschap bij het team MP Motorsport.